# Ramenki (stanice metra v Moskvě)
Ramenki (rusky Раменки) je stanice moskevského metra.

## Charakter stanice
Stanice Ramenki se nachází pod křižovatkou ulic Mičurinskij prospekt (Мичуринский проспект) a Vinnickaja ulica (Винницкая улица) v jihozápadni části města. Jedná se o stanici mělce založenou s dvěma podzemními vestibuly, které jsou s nástupištěm spojené eskalátory. Oba dva jsou navíc propojeny s oběma stranami ulice Mičurinskij prospekt. Do 30. srpna 2018 se jednalo o konečnou stanici na Kalininsko-Solncevské lince do té doby, než došlo k jejímu dalšímu prodloužení jihozápadním směrem do stanice Rasskazovka.